# 斯巴达克斯

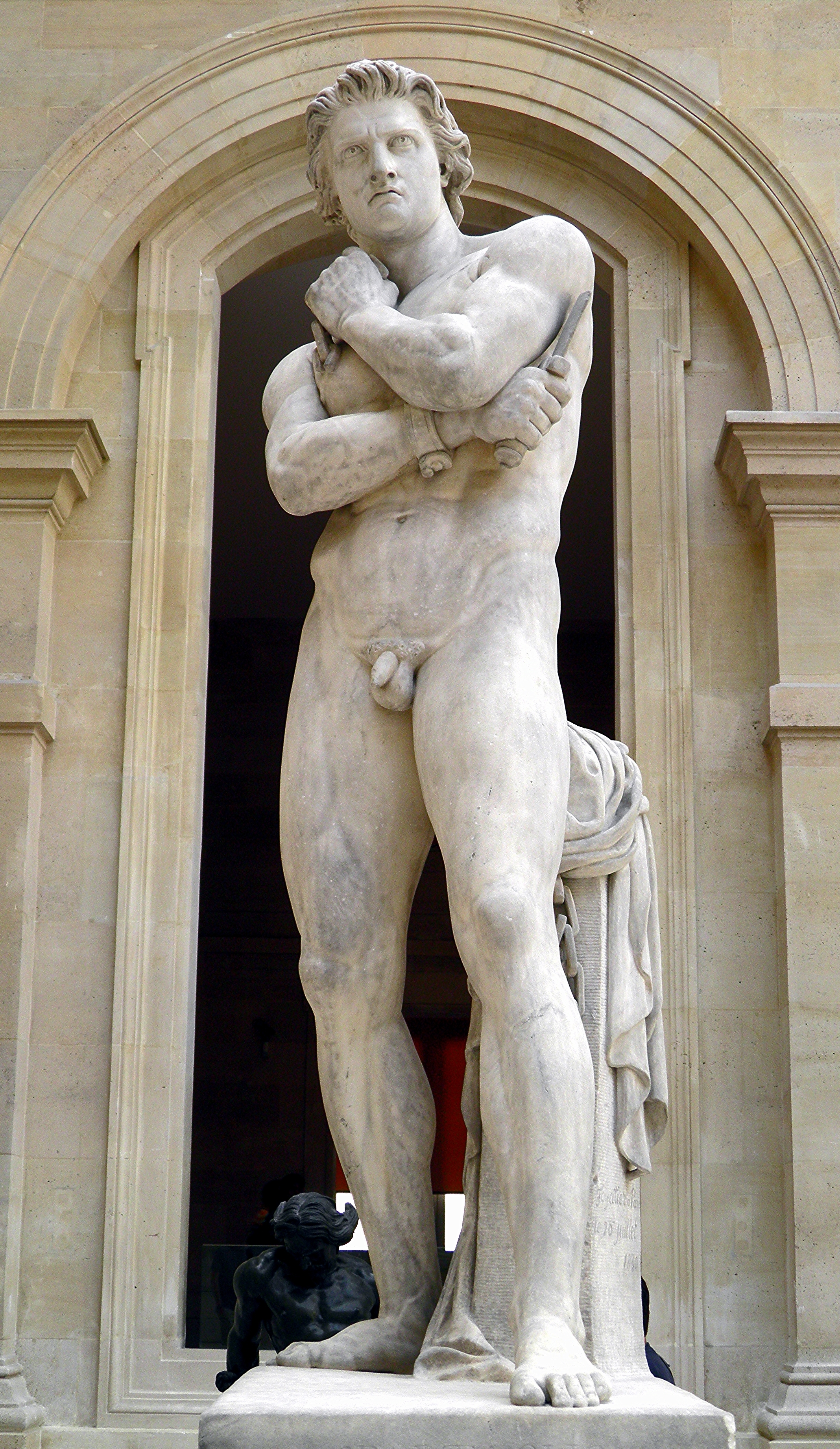
斯巴達克斯像（建于1830年）

斯巴達克斯（希臘語：Σπάρτακος，约前120年－前71年）是一名色雷斯角鬥士。他與高盧人克雷斯、俄諾瑪俄斯、艾力岡以及甘尼克斯一起領導了反抗羅馬共和國統治的斯巴達克斯起義。
有關斯巴達克斯的文獻，除了與此次戰爭相關的之外鮮有人提及。現存的很多歷史資料之間相互矛盾，因此並不都可信。但是所有的文獻都認為其是一名角鬥士，並是一位出色的軍事將領。
被描述為反抗壓制人民的羅馬奴隸寡頭政治，並起身為自己自由而戰的起義軍，為很多政治思想家提供了靈感，並被很多文學、電視、電影所演繹。雖然這些作品與經典歷史學家的觀點相矛盾，但是沒有歷史文獻記錄表明起義軍的出發點是為了終結羅馬共和國的奴隸制度，或者這些殺戮了很多羅馬人的起義軍領導者有意終結奴隸制。

## 出身
古代文獻都認為斯巴達克斯是色雷斯人。普魯塔克描述他是「色雷斯游牧民族」。阿皮安說他是「生於色雷斯，曾服役於羅馬軍隊，但此後淪為階下囚並被賣做角鬥士」。
弗洛魯斯將他描述為一名「色雷斯僱傭兵，並成為羅馬軍人，後因逃兵罪而被賣為奴，因為驍勇善戰而成為角鬥士」。作者指的是佔領色雷斯西南邊緣的色雷斯梅迪部落，位於今天保加利亞西南部。普魯塔克還寫道，斯巴達克斯的妻子是該部落的先知。
斯巴達克斯這個名字被證實也用於黑海地區：色雷斯王朝波斯普拉王國和本都的國王都曾使用過這個名字。而稱謂「斯巴達」（Sparta）、「斯巴大克斯」（Spardacus）或奧德李希（色雷斯一部落）撒西斯一世的父親的名字「斯巴多克斯」（Sparadokos）也廣為人知。

## 被奴役和出逃
根據不同的歷史資料和以及它們的描述，斯巴達克斯或許是羅馬軍團的後備軍並在後來被貶為奴隸，或者是被羅馬軍團所抓獲的俘虜。斯巴達克斯之後被送往卡普亞巴蒂塔斯家族的角鬥士訓練場，並接受訓練成為角鬥士。在競技場上斯巴達克斯所向披靡，有攜雨的使者和屠影的英雄之美譽。公元前73年，斯巴達克斯妻子被競技場老闆殺害，甚至逼死其好友，好令斯巴達克斯為他效忠以致斯巴達克斯和一群角鬥士密謀出逃。
這個計劃後來被人出賣洩密，大約70人拿著廚具殺出訓練場，尋求自由。他們還拾取了一些角鬥士的武器和盔甲。這些出逃的角鬥士擊敗了前往追捕他們的一小群部隊，並搶奪了位於卡普亞附近的軍團，解放奴隸礦場，火燒卡普亞的奴隸競技場，他們此後還招募了很多奴隸進入他們的行列，並退守到易守難攻的維蘇威火山上。
獲得自由後，出逃的角鬥士選舉斯巴達克斯和另外兩名高盧人——克雷斯和俄諾瑪俄斯——為他們的領袖。雖然羅馬的學者認為這些奴隸是以斯巴達克斯為首的同質體，但是他們可能將他們对軍隊的等級制度的认识，投射到這群自發組織的奴隸群體上，並因此將其他的領袖降低到從屬的地位。至於克雷斯和俄諾瑪俄斯——以及後來的Gannicus和Castus——都無法從來源得知他們的真實地位，只能靠野史分析。

## 流行文化
電影
- 寇比力克執導的《風雲群英會》(1960)

電視
- 美國有線電線Starz於2010年至2013年拍攝的《浴血戰士》，共３季。
- 日本動畫Fate/Apocrypha。

文學
- 意大利作家拉法埃洛·乔万尼奥里于19世纪意大利统一运动时期创作了关于斯巴达克斯起义的长篇小说《斯巴达克思》。
- 美籍作家Howard Fast的Spartacus (1951)，此為《風雲群英會》的原著。

電子遊戲
- 《世紀帝國：羅馬霸主》(1998)，微軟開發的即時戰略遊戲。
- Spartacus Legends (2013)，根據Starz電視台的《浴血戰士》由Kung Fu Factory開發的對戰遊戲。
- 日本手機遊戲Fate/Grand Order

## 外部連結
- Spartacus and the Ancient Capua （页面存档备份，存于）
- Spartacus （页面存档备份，存于） Article and full text of the Roman and Greek sources.
- "Spartacus"—Movie starring Kirk Douglas and Sir Peter Ustinov （页面存档备份，存于）
- "Spartacus"—TV-Mini-series starring Goran Višnjić and Alan Bates （页面存档备份，存于）
- Starz Mini-Series airing in 2010
- BBC Radio 4 - In Our Time - Spartacus （页面存档备份，存于）